# Jumièges
Pour les articles homonymes, voir Jumièges (homonymie).
Jumièges est une commune française située dans le département de la Seine-Maritime en région Normandie.

## Géographie

### Localisation
| Heurteauville, Seine | Yainville                       | Duclair                 |
|                      | Jumièges                        | Le Mesnil-sous-Jumièges |
| Seine Le Landin Eure | Seine Barneville-sur-Seine Eure |                         |

Jumièges est située sur la rive droite de la Seine, entre Le Havre et Rouen, dans un méandre convexe du fleuve.
La commune fait partie du parc naturel régional des Boucles de la Seine normande.

### Hydrographie
La commune est située dans le bassin Seine-Normandie. Elle est drainée par la Seine, le fossé 01 de la commune de Jumieges et le fossé 02 de la commune de Jumieges,,.
La Seine, qui prend sa source à Source-Seine, en Côte-d'Or, sur le plateau de Langres, traverse le département avec de larges méandres sur son flanc sud et se jette dans la Manche entre Le Havre et Honfleur. 
Deux plans d'eau complètent le réseau hydrographique : la base de Loisirs et de Plein-Air de la commune du Mesnil-sous-Jumièges, d'une superficie totale de 45,5 ha (11,95 ha sur la commune) et la gravière des le marais de Jumièges (99,39 ha),.

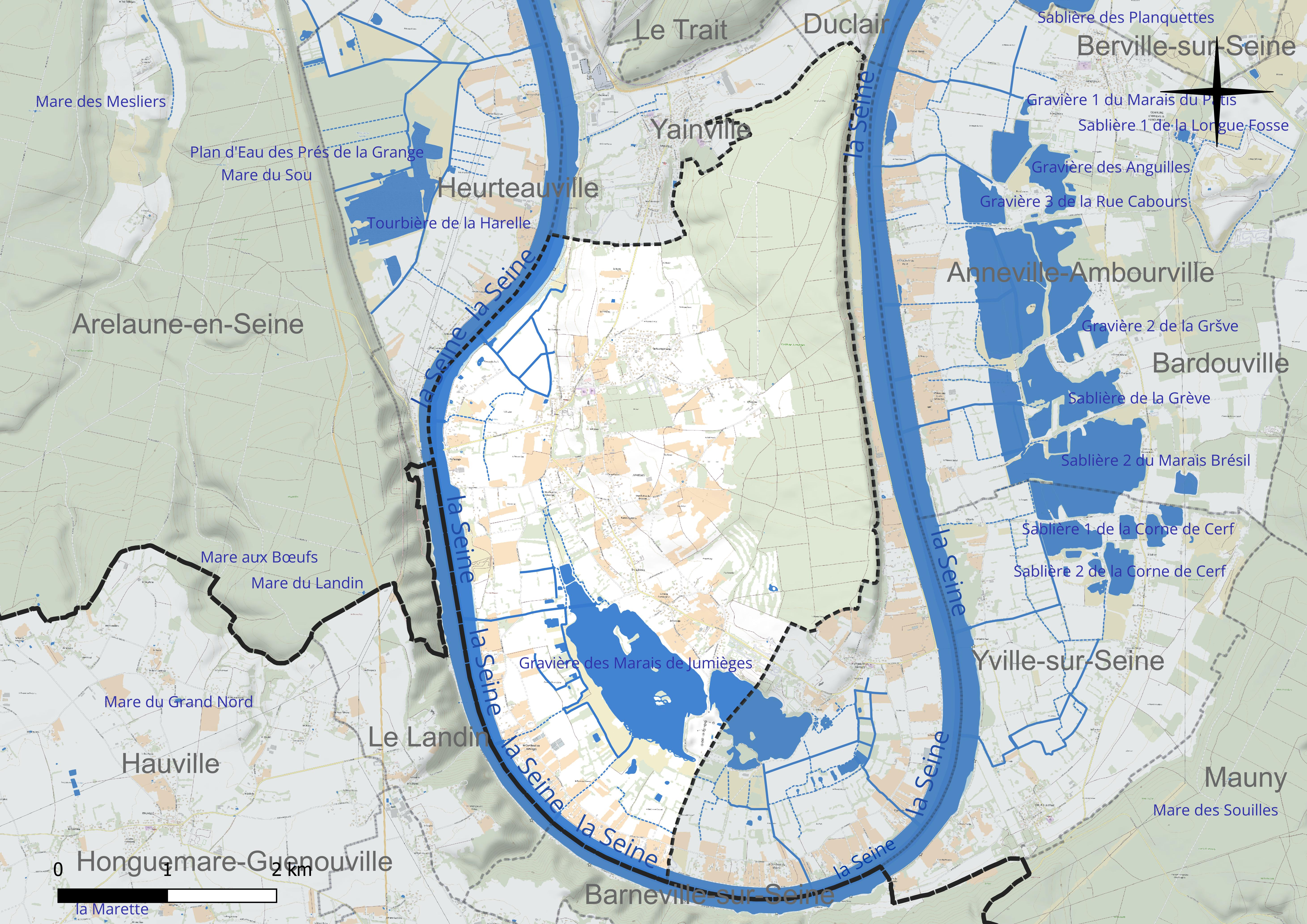
Réseau hydrographique de Jumièges.

### Climat
Le climat qui caractérise la commune est qualifié, en 2010, de « climat océanique altéré », selon la typologie des climats de la France qui compte alors huit grands types de climats en métropole. En 2020, la commune ressort du même type de climat dans la classification établie par Météo-France, qui ne compte désormais, en première approche, que cinq grands types de climats en métropole. Il s’agit d’une zone de transition entre le climat océanique, le climat de montagne et le climat semi-continental. Les écarts de température entre hiver et été augmentent avec l'éloignement de la mer. La pluviométrie est plus faible qu'en bord de mer, sauf aux abords des reliefs.
Les paramètres climatiques qui ont permis d’établir la typologie de 2010 comportent six variables pour les températures et huit pour les précipitations, dont les valeurs correspondent à la normale 1971-2000. Les sept principales variables caractérisant la commune sont présentées dans l'encadré ci-après.
| Paramètres climatiques communaux sur la période 1971-2000 - Moyenne annuelle de température : 10,9 °C - Nombre de jours avec une température inférieure à −5 °C : 2,8 j - Nombre de jours avec une température supérieure à 30 °C : 2 j - Amplitude thermique annuelle : 13,3 °C - Cumuls annuels de précipitation : 862 mm - Nombre de jours de précipitation en janvier : 12,8 j - Nombre de jours de précipitation en juillet : 8,5 j |

Avec le changement climatique, ces variables ont évolué. Une étude réalisée en 2014 par la Direction générale de l'Énergie et du Climat complétée par des études régionales prévoit en effet que la  température moyenne devrait croître et la pluviométrie moyenne baisser, avec toutefois de fortes variations régionales. La station météorologique de Météo-France installée sur la commune et mise en service en 1978 permet de connaître en continu l'évolution des indicateurs météorologiques. Le tableau détaillé pour la période 1981-2010 est présenté ci-après.
| Mois                                  | jan.             | fév.          | mars            | avril           | mai             | juin           | jui.          | août          | sep.          | oct.          | nov.            | déc.             | année      |
| ------------------------------------- | ---------------- | ------------- | --------------- | --------------- | --------------- | -------------- | ------------- | ------------- | ------------- | ------------- | --------------- | ---------------- | ---------- |
| Température minimale moyenne (°C)     | 2                | 1,8           | 3,7             | 4,9             | 8,3             | 11             | 13,2          | 13,1          | 10,8          | 8,4           | 4,9             | 2,6              | 7,1        |
| Température moyenne (°C)              | 4,9              | 5,3           | 8               | 10,1            | 13,7            | 16,6           | 18,9          | 18,9          | 16            | 12,6          | 8,2             | 5,3              | 11,6       |
| Température maximale moyenne (°C)     | 7,7              | 8,8           | 12,2            | 15,2            | 19,1            | 22,2           | 24,6          | 24,6          | 21,3          | 16,8          | 11,5            | 8                | 16         |
| Record de froid (°C) date du record   | −19,5 08.01.1985 | −14 11.02.12  | −7,5 03.03.1986 | −4,2 05.04.1990 | −3 07.05.1979   | 1,3 05.06.1991 | 4 22.07.1980  | 4 25.08.1980  | 2 23.09.1979  | −5 30.10.1997 | −9,2 26.11.1989 | −12,5 29.12.1996 | −19,5 1985 |
| Record de chaleur (°C) date du record | 16,4 06.01.1999  | 21,9 27.02.19 | 28 30.03.21     | 30,4 21.04.18   | 33,2 13.05.1998 | 39,2 29.06.19  | 43,6 25.07.19 | 40,8 09.08.20 | 34,5 13.09.16 | 30,8 01.10.11 | 22,2 07.11.15   | 17,8 19.12.15    | 43,6 2019  |
| Précipitations (mm)                   | 76               | 62,3          | 65,8            | 57,5            | 67,9            | 58,7           | 69,5          | 61,1          | 65,8          | 85,7          | 78,1            | 95,7             | 844,1      |

## Urbanisme

### Typologie
Au 1er janvier 2024, Jumièges est catégorisée commune rurale à habitat dispersé, selon la nouvelle grille communale de densité à sept niveaux définie par l'Insee en 2022.
Elle appartient à l'unité urbaine de Jumièges, une agglomération intra-départementale regroupant deux  communes, dont elle est ville-centre,,. Par ailleurs la commune fait partie de l'aire d'attraction de Rouen, dont elle est une commune de la couronne,. Cette aire, qui regroupe 317 communes, est catégorisée dans les aires de 200 000 à moins de 700 000 habitants,.

### Occupation des sols
L'occupation des sols de la commune, telle qu'elle ressort de la base de données européenne d’occupation biophysique des sols Corine Land Cover (CLC), est marquée par l'importance des territoires agricoles (44,3 % en 2018), en diminution par rapport à 1990 (49,4 %). La répartition détaillée en 2018 est la suivante : 
zones agricoles hétérogènes (34,6 %), forêts (27,6 %), eaux continentales (11,9 %), zones urbanisées (8,8 %), terres arables (5,4 %), milieux à végétation arbustive et/ou herbacée (4,2 %), espaces verts artificialisés, non agricoles (3,3 %), prairies (2,8 %), cultures permanentes (1,5 %). L'évolution de l’occupation des sols de la commune et de ses infrastructures peut être observée sur les différentes représentations cartographiques du territoire : la carte de Cassini (XVIIIe siècle), la carte d'état-major (1820-1866) et les cartes ou photos aériennes de l'IGN pour la période actuelle (1950 à aujourd'hui).

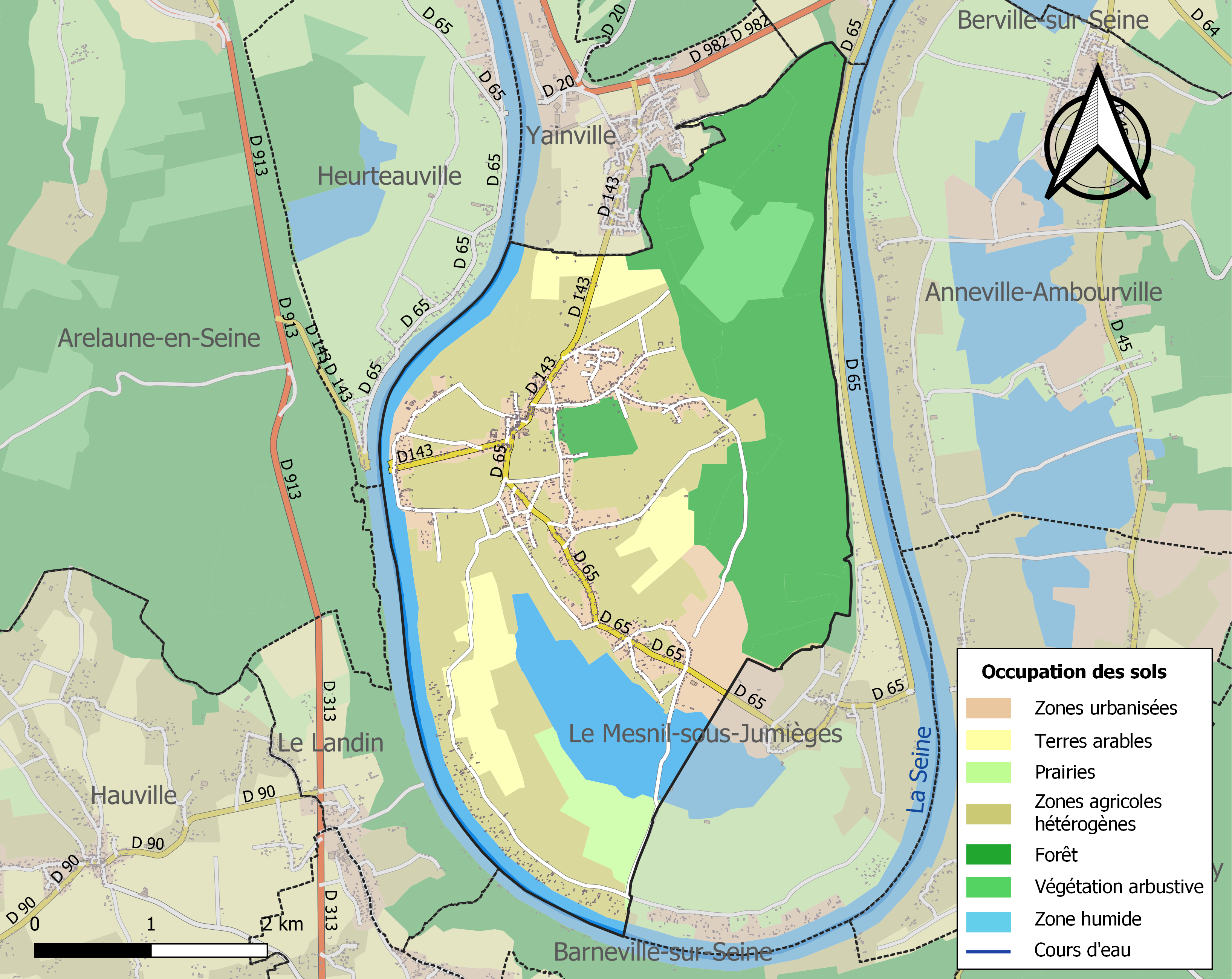
Carte des infrastructures et de l'occupation des sols de la commune en 2018 (CLC).

### Voies de communication et transports
À Jumièges est exploité, par le département de Seine-Maritime, un bac maritime permettant de traverser la Seine.
Les ponts les plus proches permettant de traverser la Seine sont le pont de Brotonne à Rives-en-Seine et le pont Gustave-Flaubert à Rouen.

## Toponymie
Le nom de la localité est attesté sous les formes Gemeticum 837-838, Gemedicum (actes mérovingiens), Gemedico (monnaie mérovingienne), Gimegias entre 1015 et 1026, Gemmetico entre 1024 et 1043.
Ces formes anciennes sont analogues à celles de Gémages (Orne, Gemmeticum XVe siècle) et de Vimais (Eure-et-Loir, Gimagia 1128).
Le premier élément Gem- (celtique ?) se retrouve également dans des anthroponymes gaulois comme Gemelus. La forme attendue serait *Gém-ièges et non pas Jum-ièges, mais le [e] de la syllabe initiale Gém- s'est modifié en [y] (u) sous l'influence des consonnes du contexte, tout comme dans jumeau issu du latin gemellus (variante gémeau).
La terminaison -ièges contient apparemment deux suffixes: -at- / -et- et -iko- (-icum). Ces suffixes celtiques sont attestés par ailleurs -eto-, -et- dans le nom des Caleti (Pays de Caux) par exemple. cf. breton kaled, Gwened (-et→ -ed). -iko- est attesté (au pluriel) dans Aremorici (« ceux de la mer », sur are- « devant, auprès » cf. Arelaunum ancien nom de la forêt de Brotonne et more « mer », dérivé morici glosé marini dans le glossaire de Vienne et cf. breton mor, même sens) ou encore Bellovaci, Mediomatrici, etc. Une variante -ika se retrouve dans le nom du pays d'Ouche de Utica, du Perche de Pertica et de l'Armorique, Aremorica. cf. également Vertamica (inscription de Lezoux) correspondant du vieux breton Uuortemic.
 -ETICA a régulièrement abouti à -iège en français.
L'étymologie par le latin gemma « pierre précieuse » est une invention des moines de l'abbaye Saint-Pierre pour justifier du prestige de leur établissement monastique, en effet ce genre d'explication par le latin classique par des clercs bon latinistes est généralement sans fondement, les toponymes étant pour l'essentiel des formations populaires (cf. Fécamp, Louviers, etc.).

## Histoire
Jumièges était, jusqu'à la Révolution, l'une des trois paroisses formant la baronnie du même nom, domaine direct de l'abbaye de Jumièges.
L'implantation des moines, au VIIe siècle, suscita un développement agricole de la presqu'île de Jumièges mais aussi l'essor d'une activité maritime. Port Jumièges était doté d'un chantier de construction.
En 1518, un navire de Jumièges, La Martine, commandé par Robert Cossart, touche les côtes du Brésil.
Durant tout le XVIe siècle, des navires de Jumièges participent aux campagnes morutières à Terre-Neuve.
À la Révolution, la communauté religieuse est dispersée, l'abbaye transformée en maison de retraite puis en carrière de pierre.

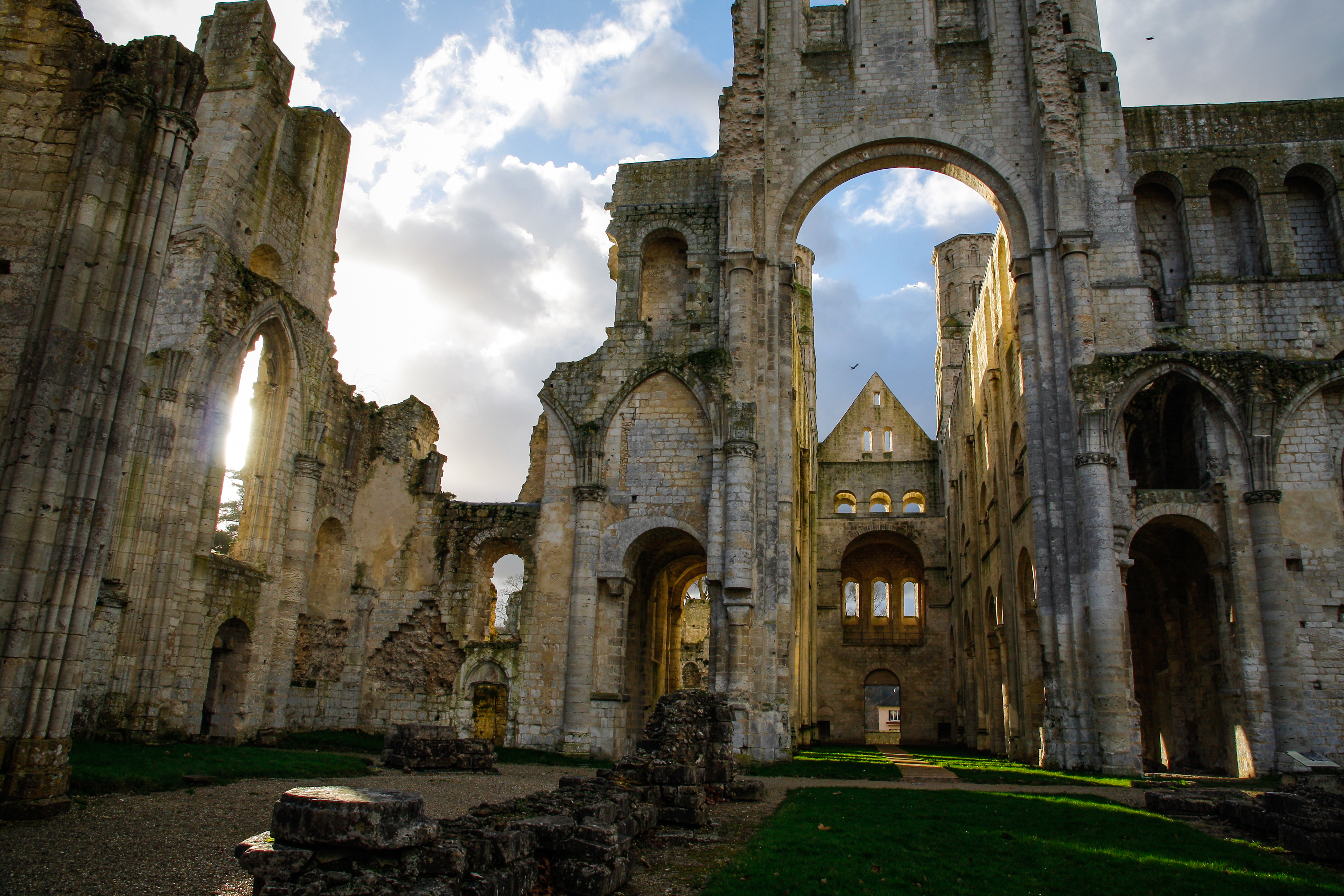
Ruines de l'abbaye, vue du chœur.

Le 30 octobre 1868, le hameau de Heurteauville, situé sur la rive gauche de la Seine, se sépare de Jumièges pour former une nouvelle commune ainsi qu'une nouvelle paroisse.
Le 14 juillet 1910, Prosper Peschard, notaire et maire de Jumièges, est assassiné par l'un de ses conseillers municipaux, Jules Martin.

## Politique et administration
| Période                                  | Période                    | Identité                      | Étiquette   | Qualité                                                                                   |
| ---------------------------------------- | -------------------------- | ----------------------------- | ----------- | ----------------------------------------------------------------------------------------- |
| Les données manquantes sont à compléter. |                            |                               |             |                                                                                           |
| 1813                                     |                            | Hue                           |             |                                                                                           |
| 14 octobre 1830                          | 18 avril 1852              | Casimir Caumont               |             | Chevalier de la Légion d'honneur                                                          |
| 1852                                     | 1855                       | Lepicard                      |             |                                                                                           |
| 1864                                     | 1867                       | Lepel-Cointet                 |             |                                                                                           |
| 1890                                     | 1907                       | Sever Augustin Boutard        | Républicain | Chevalier du Mérite agricole en 1896                                                      |
|                                          | 14 juillet 1910            | Prosper Peschard              |             | Notaire Assassiné en fonctions                                                            |
| 1911                                     |                            | Jules Lefebvre                |             |                                                                                           |
| 1920                                     | 1933                       | Jérémie Boutard               |             |                                                                                           |
| mai 1925                                 | mai 1929                   | Sever Boutard                 |             |                                                                                           |
| 1933                                     |                            | Duparc                        |             |                                                                                           |
| 1936                                     | 1939                       | Guillaume Quesne              |             |                                                                                           |
| Les données manquantes sont à compléter. |                            |                               |             |                                                                                           |
| 1944                                     | 1945                       | Charles Guillemot-Treffainguy |             |                                                                                           |
| 1945                                     | 1945                       | Estor Cadinot                 |             |                                                                                           |
| 1945                                     | mai 1953                   | Georges Boutard               |             | Fils de Jérémie Boutard                                                                   |
| mai 1953                                 | 1954                       | Henri Lefrançois              |             |                                                                                           |
| 1954                                     | mars 1977                  | Alphonse Callais              |             |                                                                                           |
| mars 1977                                | mars 1983                  | André Fessard                 |             |                                                                                           |
| mars 1983                                | juin 1995                  | Roland Maillet                | PS          |                                                                                           |
| juin 1995                                | mars 2001                  | Jean-René Le Ru               | SE          | Ingénieur TPE                                                                             |
| mars 2001                                | mars 2008                  | Joëlle Tétard                 |             | Retraitée                                                                                 |
| mars 2008                                | mai 2020                   | Jean Dupont                   | UDI         | Retraité                                                                                  |
| mai 2020                                 | En cours (au 10 août 2020) | Julien Delalandre             |             | Secrétaire administratif dans l’Éducation nationale arrière petit-fils de Georges Boutard |

## Population et société

### Démographie
L'évolution du nombre d'habitants est connue à travers les recensements de la population effectués dans la commune depuis 1793. Pour les communes de moins de 10 000 habitants, une enquête de recensement portant sur toute la population est réalisée tous les cinq ans, les populations de référence des années intermédiaires étant quant à elles estimées par interpolation ou extrapolation. Pour la commune, le premier recensement exhaustif entrant dans le cadre du nouveau dispositif a été réalisé en 2007.

En 2022, la commune comptait 1 743 habitants, en évolution de +0,29 % par rapport à 2016 (Seine-Maritime : +0,35 %, France hors Mayotte : +2,11 %).
| 1793  | 1800  | 1806  | 1821  | 1831  | 1836  | 1841  | 1846  | 1851  |
| ----- | ----- | ----- | ----- | ----- | ----- | ----- | ----- | ----- |
| 1 694 | 1 850 | 1 862 | 1 955 | 1 847 | 1 711 | 1 678 | 1 674 | 1 765 |

| 1856  | 1861  | 1866  | 1872  | 1876  | 1881  | 1886  | 1891  | 1896  |
| ----- | ----- | ----- | ----- | ----- | ----- | ----- | ----- | ----- |
| 1 670 | 1 602 | 1 618 | 1 073 | 1 084 | 1 015 | 1 028 | 1 027 | 1 020 |

| 1901 | 1906  | 1911 | 1921 | 1926 | 1931 | 1936 | 1946  | 1954  |
| ---- | ----- | ---- | ---- | ---- | ---- | ---- | ----- | ----- |
| 995  | 1 012 | 928  | 872  | 847  | 867  | 880  | 1 078 | 1 088 |

| 1962  | 1968  | 1975  | 1982  | 1990  | 1999  | 2006  | 2007  | 2012  |
| ----- | ----- | ----- | ----- | ----- | ----- | ----- | ----- | ----- |
| 1 214 | 1 305 | 1 474 | 1 634 | 1 641 | 1 714 | 1 715 | 1 715 | 1 769 |

| 2017  | 2022  | - | - | - | - | - | - | - |
| ----- | ----- | - | - | - | - | - | - | - |
| 1 719 | 1 743 | - | - | - | - | - | - | - |

### Cultes
Jumièges appartient à la paroisse catholique Saint-Philibert de Duclair – Boucles de Seine qui fait partie du doyenné Rouen-Ouest de l'archidiocèse de Rouen.

## Culture locale et patrimoine

### Lieux et monuments

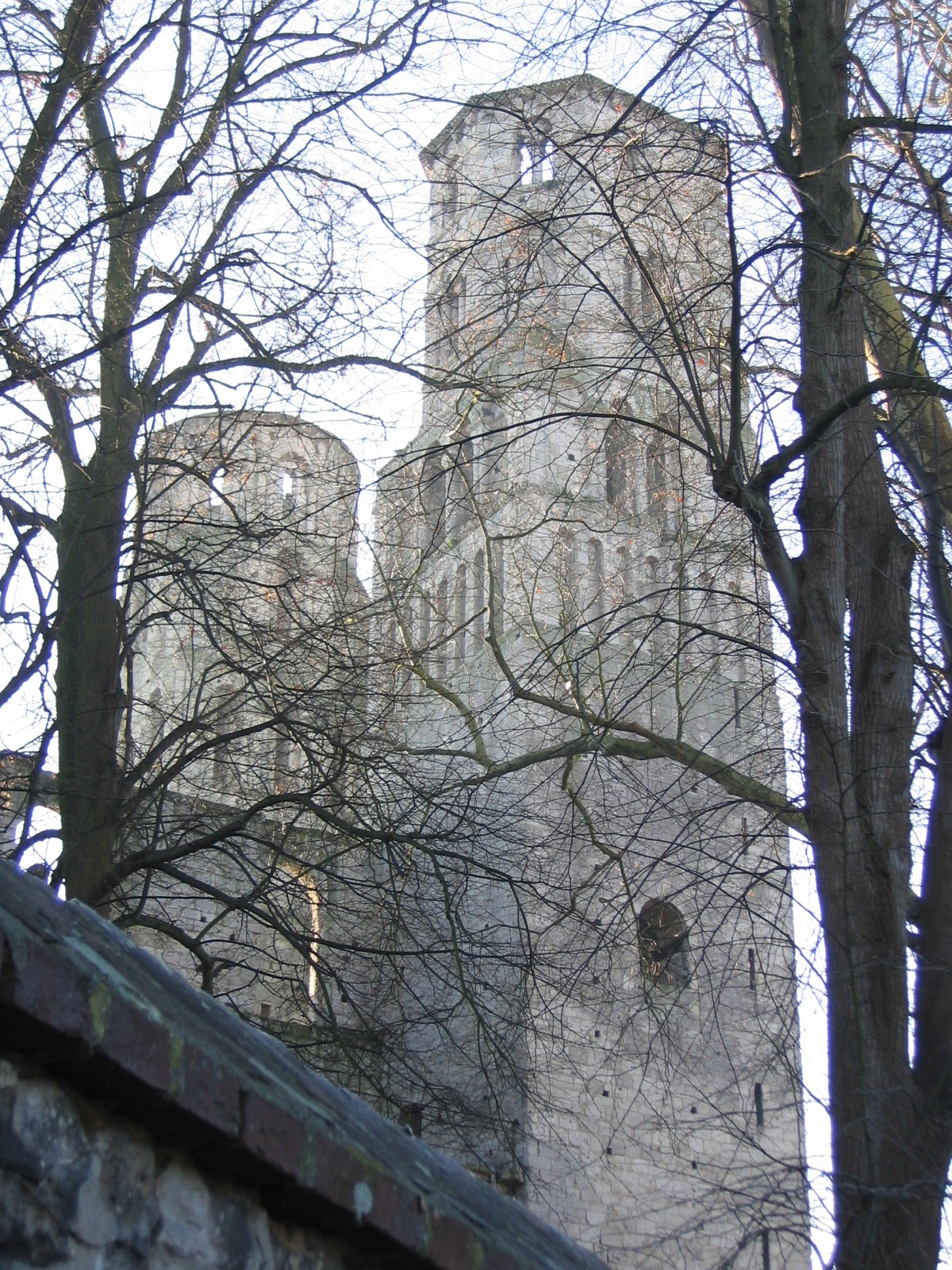
Ancienne église abbatiale Notre-Dame.

- L'église Saint-Valentin fait l’objet d’un classement au titre des monuments historiques depuis le 15 mars 1918[30].
- Abbaye Saint-Pierre de Jumièges
- Chapelle de la Mère-de-Dieu (1787)[31]
- Monument aux morts construit par Maurice Ringot (1921)
- Golf de Jumièges

### Personnalités liées à la commune
- saint Philibert, fondateur de l'abbaye de Jumièges à l'origine du bourg monastique,
- Maurice Leblanc, écrivain, pour son personnage Arsène Lupin. Plusieurs scènes de l'histoire se déroule à Jumièges,
- Roger Martin du Gard,
- Ulric Guttinger,
- Gabriel-Ursin Langé,
- Amélie Bosquet,
- Émile Savalle (1834-1902), géologue et paléontologue né à Jumièges,
- Charles-Antoine Deshayes (1787-1844),
- Jean-Valentin Vastey, né à Jumièges en 1745, père du baron de Vastey, dit Pompée Valentin Vastey.

### Héraldique
| Armes de Jumièges | Les armes de la commune de Jumièges se blasonnent ainsi : d’azur à la croix d’or, cantonnée de quatre clefs adossées d’argent. |